# Романовский (Оренбургская область)
Романовский — посёлок в Александровском районе Оренбургской области. Административный центр Романовского сельсовета.

## География
Посёлок расположен недалеко от районного центра — Александровки.
Часовой пояс
Посёлок Романовский как и вся Оренбургская область, находится в часовой зоне МСК+2. Смещение применяемого времени относительно UTC составляет +5:00.

## Население
| 2010 |
| ---- |
| 430  |